# Rákóczi János

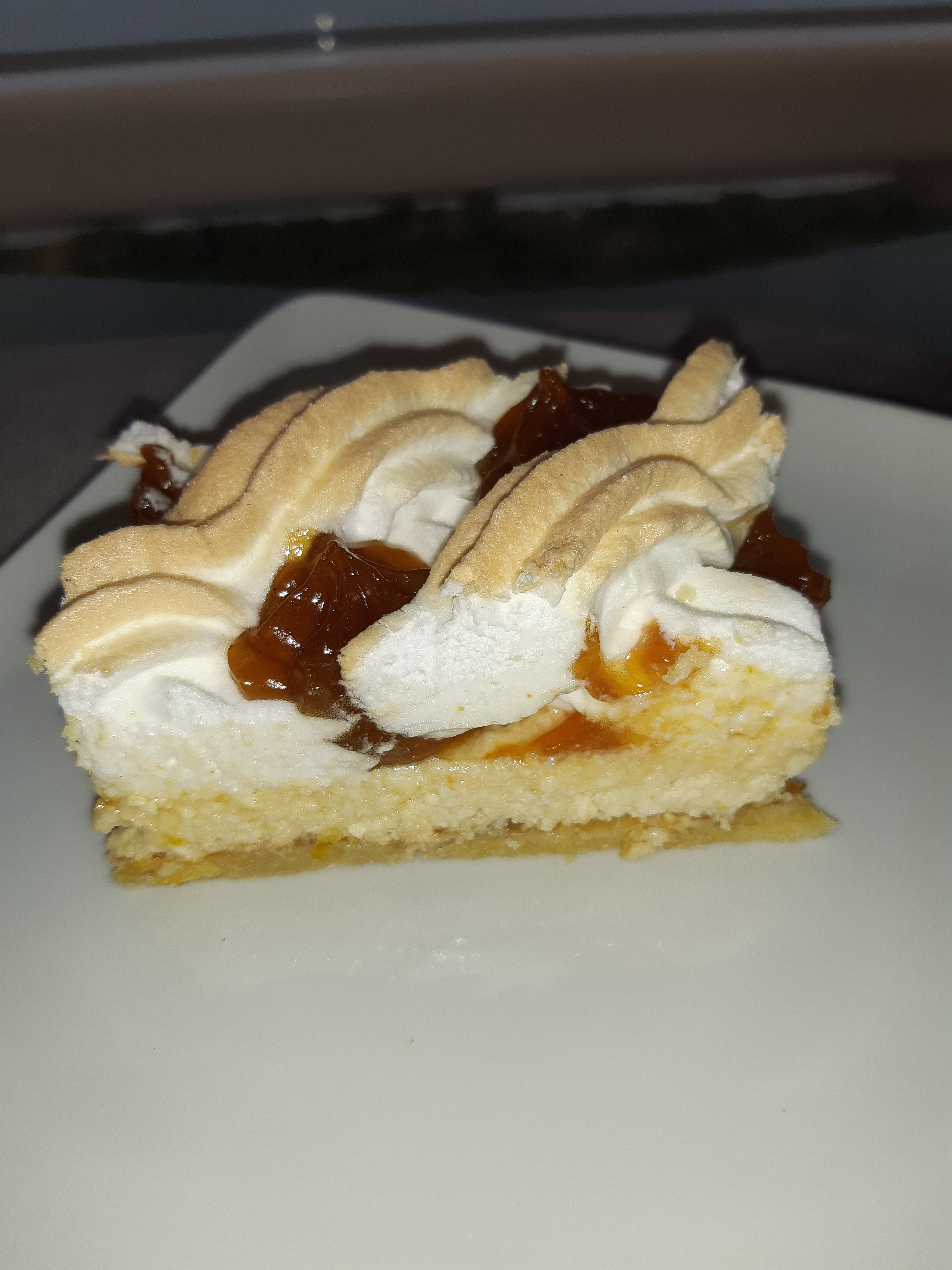
Rákóczi-túrós lepény 2020

Rákóczi János (Dombóvár-Felsőleperdpuszta, 1897. szeptember 25. – Budapest, 1966. július 3.) cukrász, mesterszakács. A Gellért Szálló híres, Gundel-féle éttermének konyhafőnöke volt, annak fénykorában. Az Újdombóvár eszmei község részét képező Felsőleperdpusztán született. A Rákóczi-túrós lepényként ismert süteményünk nem a fejedelmi család nevéhez kötődik, ezt a gasztronómiai malőrt Gábor Sándor dombóvári cukrászmester is tisztázta. De Rákóczi János nevéhez nemcsak desszert, hanem a borjúhátszínből készült Rákóczi- v. magyar rostélyosként ismert sült is hozzá tartozik.

## Életútja
Szülei az 1890-es évek elején kerültek a Döry-féle bérleménybe Felsőleperden. Az ozorai születésű édesapja Ferenc, parádéskocsis volt, édesanyja Horváth Rozália, háztartásbeli. Elemi iskoláit Székesfehérváron végezte. 1912-től szakácsinas a budapesti Nemzeti (Mágnás) Kaszinóban, majd 1920-tól már másodszakács Kedvessy Nándor mellett. 
Átkerült Horváth Nándor Haen-konyhájába, itt szakácsként dolgozott. Innen Párizsba vezetett az útja, ahol 1924-ben a Laure étteremben dolgozott. Itt ismerte meg a híres Escoffier mestert. 1926-ban hazatérését követően a Haen konyhafőnöke lesz. 1930-tól a Lillafüredi Nagyszálló majd 1933-tól a Gellért Szálló Gundel-féle éttermének konyhafőnöke, annak fénykorában, majd tovább is, összesen 20 évig. 
1953-ban áthelyezték konyhafőnöknek a Duna (volt Bristol) Szállóba. Innen ment nyugdíjba 1961-ben. 1954-ben részt vett a londoni olimpiai csarnokban rendezett nemzetközi szakácsművészeti bemutatón és élelmiszer-kiállításon. 1956-ban jelen volt Frankfurtban a szakácsművészeti kiállításon, majd 1958-ban, a 200 napig tartó, Brüsszeli Világkiállítás magyar éttermének volt konyhafőnöke. Itt vált ismertté a Rákóczi-túrós desszert. Rákóczi János 1966-ban szív- és vérkeringési betegségben hunyt el Budapesten.

## Könyv
- Rákóczi János: Magyar Konyhaművészet c. 520 oldalas könyv (az első kiadás 50 ezer példányban jelent meg) – 1964

## Díjak, elismerések
Szakácsművészeti kiállítások:
- aranyérem, Bécs – 1933
- aranyplakett és díszoklevél, Berlin – 1936

Sikerrel szerepelt bemutatókon: Londonban, Münchenben és Bonnban is.